# Diocèse de Shangqiu

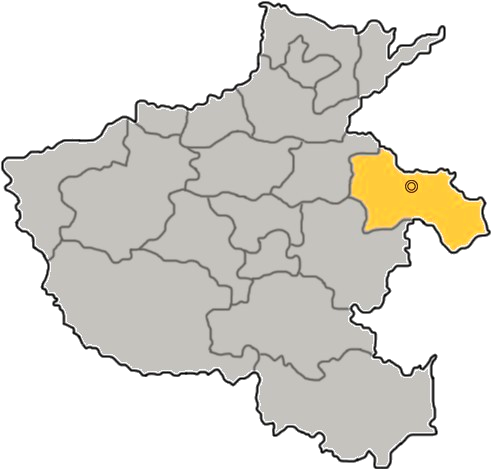
Carte du diocèse

Carte du Henan

Le diocèse de Shangqiu (Dioecesis Coeitevensis) est un siège de l'Église catholique en République populaire de Chine, suffragant de l'archidiocèse de Kaifeng. Le siège est vacant.

## Territoire
Le diocèse comprend la ville-préfecture di Shangqiu, dans la partie orientale de la province du Henan.
Le siège épiscopal est à Shangqiu, où se trouve la cathédrale du Sacré-Cœur.

## Histoire
La région est évangélisée par les missionnaires italiens dès la fin du XIXe siècle. La préfecture apostolique de Guide ou Gouidé (Shangqiu o Kweiteh) est érigé le 19 juin 1928 par le bref Quae catholico de Pie XI, recevant son territoire du vicariat apostolique de Kai-Feng-fou (aujourd'hui archidiocèse de Kaifeng). Elle est confiée aux missionnaires espagnols de l'ordre mendiant des augustins récollets.
Le 18 mai 1937, la préfecture apostolique est élevée au rang de vicariat apostolique par la bulle Nostrae mentis du même Pie XI.
Le 11 avril 1946, il est élevé au statut de diocèse par la bulle Quotidie Nos de Pie XII. Après la prise de pouvoir des communistes de Mao Tsé-Toung en 1949, les missionnaires sont chassés de la province dans les deux ans qui suivent comme dans toute la Chine.
En 1991, un évêque « clandestin », c'est-à-dire non reconnu par les autorités communistes, est consacré en la personne de Mgr Nicolas Shi Jingxian, mais en 1999 il accepte d'adhérer à l'association patriotique mise en place par le gouvernement pour contrôler l'Église en Chine et non reconnue par Rome.
Le diocèse de Shangqiu, situé à 630 km au sud de Pékin, ne possédait plus en 1999 que deux églises, toutes les deux dans la ville de Shangqiu et desservies par trois vieux prêtres. Le diocèse comprenait alors environ 20 000 catholiques, parmi lesquels un séminariste et huit religieuses.
Interrogé par l'Agence UCANews en 1999, Mgr Shi Jingxian a déclaré que sa nouvelle situation lui donnerait plus de facilités pour récupérer les anciennes propriétés d'Église et favoriser le développement de l'Église. Cependant la plupart des sept évêques de la province du Henan ont été consacrés secrètement et se tiennent à l'écart de l'association patriotique et de ses représentants. Bien que non reconnus par le gouvernement, ces évêques accomplissent ouvertement leur ministère, mais subissent des brimades. Mgr Shi Jingxian meurt en 2009 et n'est pas remplacé.

## Ordinaires
- Francisco Javier Ochoa Ullate, O.A.R. † (8 janvier 1929 - 11 décembre 1947)
- Arturo Quintanilla Manzanares, O.A.R. † (10 novembre 1949  - 21 novembre 1970)
  - Sede vacante
  - Nicolas Shi Jing-xian, O.A.R. † (8 mai 1991  - 16 septembre 2009)

## Statistiques
Le diocèse comptait en 1950 pour une population de 2 millions d'habitants 9.973 baptisés (0,5%).